# 635 a.C.
Il 635 a.C. (DCXXXV a.C. in numeri romani) è un anno  del VII secolo a.C.

## Eventi
- Aliatte II diventa re della Lidia.[1]
- Ciassare sale sul trono dei Medi.

## Nati
- Talete, filosofo greco.

## Morti
- Sadiatte, re di Lidia.[1]